# 南开大学滨海校区
南开大学滨海校区，是由南开大学申办的校区，前身是2004年成立的南开大学滨海学院。2021年，南开大学滨海学院正式转设为南开大学滨海校区，整体并入南开大学，成为南开大学和滨海新区政府合作的重要平台。

## 历史沿革
2004年，原天津市大港区政府与南开大学合作建立的南开大学伯苓学院，后定名南开大学滨海学院。2021年起，南开大学滨海学院停止招生，校址校舍将并入南开大学，成为南开大学滨海校区。
2021年，南开大学在年度重点工作计划在提出，稳妥推动滨海学院转设工作，共建南开大学滨海校区。2021年3月31日，滨海新区副区长梁春早与南开大学副校长许京军代表双方签署深化战略合作框架协议、共建南开大学滨海校区协议。2021年5月，南开大学正式成立滨海校区建设指挥部并召开第一次会议，启动部署滨海校区规划与建设工作。